# Bosporus
Bosporus (łac. Diœcesis Bosporanus) – stolica historycznej diecezji na Półwyspie Krymskim, współcześnie na Ukrainie. Pierwszym wzmiankowanym biskupem tej diecezji jest Cadmus, uczestnik soboru nicejskiego z 325. Od 1926 figuruje na liście katolickich archidiecezji tytularnych, od 1965 nie jest obsadzona.

## Arcybiskupi tytularni
| Lp. | Biskup               | Od                | Do                |
| --- | -------------------- | ----------------- | ----------------- |
| 1   | Joseph Kessler       | 23 stycznia 1930  | 9 grudnia 1933    |
| 2   | José Márquez y Tóriz | 17 listopada 1934 | 28 lipca 1945     |
| 3   | Joseph Charbonneau   | 9 lutego 1950     | 19 listopada 1959 |
| 4   | Jean-Marie Villot    | 17 grudnia 1959   | 17 stycznia 1965  |